# Гіпотеза Крамера
Гіпотеза Крамера — теоретико-числова гіпотеза, сформульована шведським математиком Крамером в 1936 році, яка стверджує, що
{\displaystyle p_{n+1}-p_{n}=O(\ln ^{2}p_{n}),\ }
де {\displaystyle p_{n}} означає n-е просте число, а O — це O велике. Коротко кажучи, це означає, що прогалини між послідовними простими завжди маленькі.
За гіпотезою, всі прості числа повинні відповідати межі
{\displaystyle \limsup _{n\rightarrow \infty }{\frac {p_{n+1}-p_{n}}{(\log p_{n})^{2}}}=1.}
Ця гіпотеза поки що не доведена і не спростована.

## Евристичне обґрунтування
Гіпотеза Крамера ґрунтується на ймовірнісній моделі (істотно евристичній) розподілу простих чисел, в якій передбачається, що ймовірність того, що натуральне число x є простим, дорівнює приблизно {\displaystyle {\frac {1}{\ln x}}}. Ця модель відома як Модель простих Крамера.
Крамер довів у своїй моделі, що згадана гіпотеза істинна з імовірністю 1.

## Доведені результати про прогалини між простими числами
Крамер також дав умовний доказ слабшого твердження про те, що
{\displaystyle p_{n+1}-p_{n}=O({\sqrt {p_{n}}}\ln p_{n})}
припускаючи істинною гіпотезу Рімана.
З іншого боку, E. Westzynthius довів в 1931 році, що величина пробілів між простими більша, ніж логарифмічна. Тобто,
{\displaystyle \limsup _{n\to +\infty }{\frac {p_{n+1}-p_{n}}{\ln p_{n}}}=\infty .}

## Гіпотеза Крамера-Гренвіля

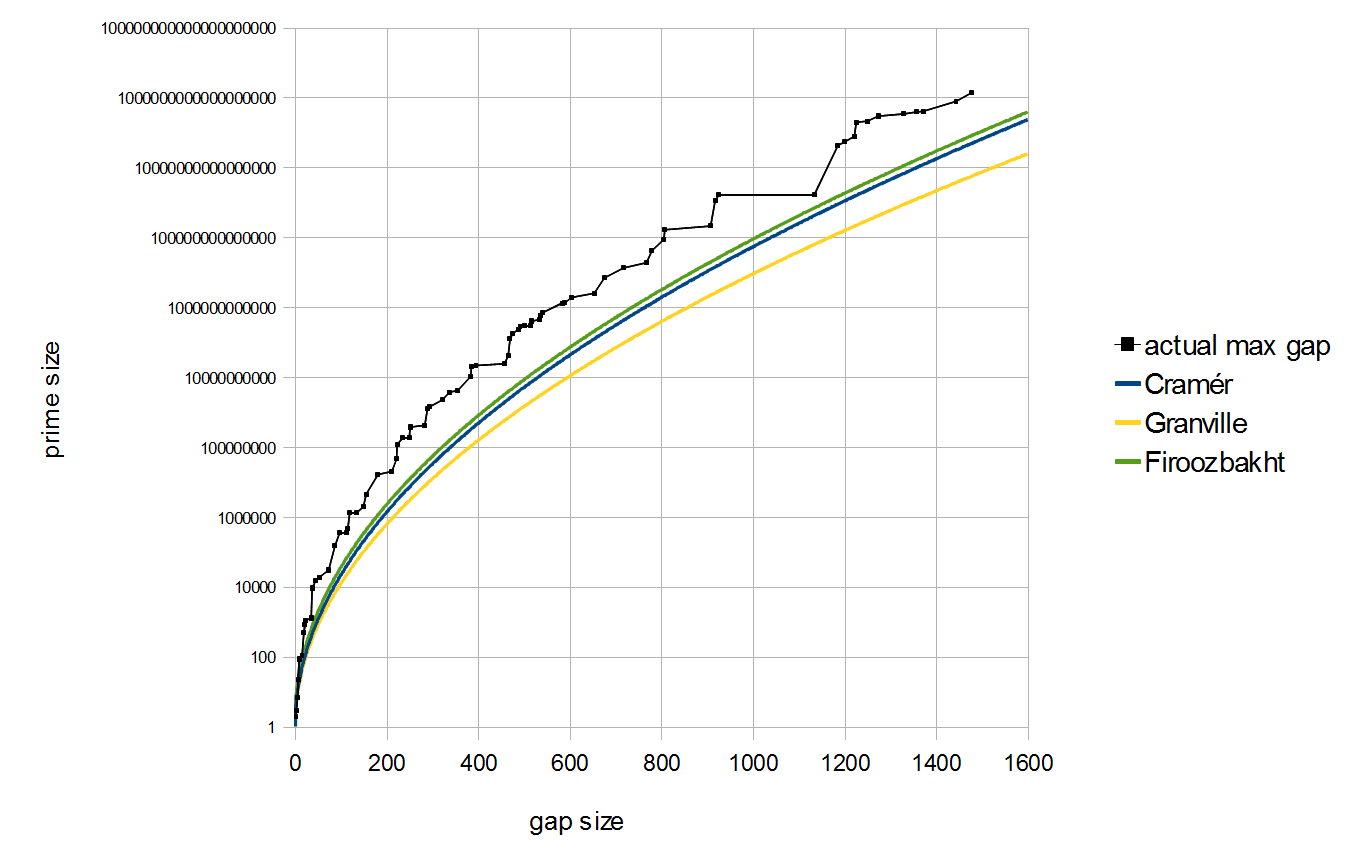
Функція прогалин між простими числами

Даніель Шенкс запропонував гіпотезу про асимптотичну рівність для найбільших прогалин між простими, дещо більш сильну, ніж гіпотеза Крамера.
У ймовірнісній моделі,
{\displaystyle \limsup _{n\rightarrow \infty }{\frac {p_{n+1}-p_{n}}{\ln ^{2}p_{n}}}=c,} де {\displaystyle c=1.}
Але константа {\displaystyle c} можливо не така, як для простих, за теоремою Маєра. Ендрю Гренвіль в 1995 році стверджував, що константа {\displaystyle c=2e^{-\gamma }\approx 1.1229\ldots .}, де {\displaystyle \gamma } — Стала Ейлера—Маскероні.
В праці М. Вольф запропонував формулу для максимальної відстані {\displaystyle G(x)} між подальшими прямими числами меншими за {\displaystyle x}, що виражена
через функцію розподілу простих чисел
{\displaystyle \pi (x)}:
{\displaystyle G(x)\sim {\frac {x}{\pi (x)}}(2\ln(\pi (x))-\ln(x)+c_{0}),}
де {\displaystyle c_{0}=\ln(C_{2})=0.2778769...}, а {\displaystyle C_{2}=1.3203236...} є константа простих-близнюків.
Томас Найслі обчислив багато найбільших прогалин між простими. Він перевірив якість гіпотези Крамера, вимірявши частку R логарифма простих до квадратного кореня розміру прогалини між простими; він писав, «Для найбільших відомих прогалин, R залишається рівним приблизно 1,13», що показує, як мінімум в діапазоні його обчислень, що гренвіллево поліпшення гіпотези Крамера бачиться як найкраще наближення для даних.